# François-Régnault Nitot
François-Régnault Nitot (1779–1853) était un joailler français.
Entre autres, il fut le bijoutier officiel de l'Empereur Napoléon Ier.

## Biographie
Né le 25 février 1779 à Paris, François-Regnault Nitot est le fils du joaillier Marie-Étienne Nitot et de Marie Catherine Endiger.
En 1809, il épouse Marie Jeanne Agathe Irisson (1791-1881), également originaire de la capitale. Il sera notamment le père du général Ferdinand Nitot (1812-1888).
Succèdent à son père à la tête de la Maison Nitot, il est le bijoutier officiel notamment de l'Empereur Napoléon Ier. Poursuivant son activité jusqu'à la chute de l'empire en 1815, l'exil de Napoléon motive Nitot, royaliste, à se retirer de la bijouterie. Il cède alors son affaire à son chef d'atelier, Jean-Baptiste Fossin (1786-1848).
Il décède le 19 janvier 1853 à son domicile situé place Vendôme à Paris, à la survivance de son épouse.
Par ailleurs maire d'Écharcon de 1817 à 1852, il y est enterré.

## Œuvres
- Collier et paire de boucles d'oreilles de l'impératrice Marie-Louise, 1810, musée du Louvre[7].